# Даръдеренска афера
Даръдеренската афера е провал на градския комитет на Вътрешната македоно-одринска революционна организация от юни 1902 година, който, разбива организацията в Даръдере.
На 2 юни 1902 година местният ръководител на ВМОРО Александър Филипов случайно се натъква на турска войска край село Каршилъ и е заловен. Макар при изтезанията да не признава нищо и да издава никакви имена, у него са намери комитетски книжа. Пръв е арестуван в Даръдере Хаджи Теофан. След това са заловени и изпратени в Пашмакли 15 души: свещеник Ангел Инджов, Елена Крахтева, Спиро Джинджев, Никола Хаджиангелов, Кирко Хекимов, Михаил Тенев, Георги Шуков, Костадин Петров, Прамакир Филипов, Кирко Джерахов, Лазар Карагьозов, Костадин Александров и още двама. Всички са изпратени в Одрин, но успяват да се освободят с изключение на Александър Филипов и отец Ангел Инджов, които са осъдени на 15 години затвор и заточени в Паяс кале, Мала Азия. Двамата са освободени при амнистия в началото на септември 1904 година.
След известно време са арестувани още Илия Хаджидончев, Иван Джинджев, хаджи Нико Нашев, Георги Хаджипанделиев и други. Втората група успява да се освободи чрез подкуп в Пашмакли. Общо при аферата са арестувани 33 души. Учителката Евгения Евгениева успява да унищожи комитетската архива в града, тъкмо при началото на обиска в къщата на отец Ангел Инджов и това спира разпространението на аферата.
Христо Караманджуков пише:
| „ | ...тая афера предизвика известен застой на движението в Даръдере. Останаха все пак искрици огън, зарити с известен слой пепел, и все нещо от организацията съществуваше... | “ |